# Günther Haenisch
Günther Haenisch (* 30. März 1907 in Hamburg; † 23. April 2001 ebenda) war ein deutscher Chirurg und Publizist.

## Leben
Haenisch wurde 1907 als erstes von drei Kindern des Barmbeker Röntgenologen Fedor Haenisch und seiner Ehefrau Gertrud geb. Stapenhorst geboren. 1925 machte er sein Abitur am Johanneum in Hamburg, dann studierte er Medizin an den Universitäten Freiburg, München und Hamburg. An der Universität Hamburg bestand er im Dezember 1930 das Staatsexamen. Nach Approbation als Arzt (1932) und Promotion zum Dr. med. (1934) war Haenisch von 1936 bis 1937 als Schiffsarzt tätig, dann von 1939 bis 1945 als Sanitätsoffizier und Chirurg im Feldheer, von 1945 bis 1947 in Kriegsgefangenschaft.
Haenisch erwarb 1947 den Facharzt für Chirurgie und 1955 den Facharzt für Urologie. Von 1960 bis zu seiner Pensionierung war er Chefarzt der 1. Chirurgischen Abteilung des Allgemeinen Krankenhaus Barmbek.
Haenisch war lange Jahre berufspolitisch aktiv, so war er von 1953 bis 1961 Mitglied des Vorstandes des Landesverbandes
Hamburg des Marburger Bundes (MB), von 1955 bis 1961 war er Mitglied des Bundesvorstandes MB und dessen Vertreter im Vorstand der Bundesärztekammer. 1971 leitete er die 108. Tagung der Vereinigung Nordwestdeutscher Chirurgen.
Haenisch war Schriftleiter des „Hamburger Ärzteblattes“ und des Verbandsorgans des Chefarztverbandes „Arzt und Krankenhaus“.

## Auszeichnungen
- Paracelsus-Medaille (1977)
- Ehrenmitgliedschaft der Deutschen Gesellschaft für Chirurgie (1993)
- Die Vereinigung Nordwestdeutscher Chirurgen gründete 1995 die Günther Haenisch Forschungs- und Studienstiftung.[1]